# ビーボール
『ビーボール』（BE BALL、英題：Chew-Man-Fu）は、ナウプロダクションが開発しハドソンより1990年3月30日に発売されたPCエンジン用のアクションパズルゲーム。
2007年にWii用ソフトとしてバーチャルコンソールにて配信された他、2014年にはWii U用ソフトとしてバーチャルコンソールにて配信された。また、2020年に発売されたPCエンジン miniにも本作のTurboGrafx-16版が収録されている。

## ゲーム内容

### ゲームモード
1 PLAYER
1人用の面クリア型アクションパズル。
2 PLAYERS
2人用の面クリア型アクションパズル。
KICK BALL
2人用の対戦ゲーム。
EDIT MODE
オリジナル面を作成・プレイできるモード。
PASSWORD
1 PLAYER・2 PLAYERSのコンティニューに使用する。

### システム
リンリンとランランを操作し、ホーリーボールを転がして、4色のホーリーボールをそれぞれ同じ色のホーリープレートの上に設置できればラウンドクリアとなる。
ホーリーボールは蹴飛ばすことで敵を倒したり壁を破壊したりできる。
ラウンドをクリアするとタイムボーナス、スペシャルボーナスの得点が算定され、仙人がプレイ内容に応じてダイヤモンドをくれる。ダイヤモンドを30個集めると、プレイヤーの残り人数を増やせる修業（ボーナスゲーム）に挑戦できるようになる。また、ダイヤモンド5個で残り人数を1増やしてくれることもある。
ステージは1つのエリア（塔）が10ラウンドで構成されており、5エリア50ラウンドで1周クリアとなる。ゲーム全体で10周500ラウンドとなる。
各ラウンドの制限時間は100秒。時間切れになると敵が火の玉に変化する。
敵などに接触するとプレイヤーの残り人数が1減る。残り人数が0の時にミスをするとゲームオーバー。ゲームオーバー画面で「ハイ」を選択するとそれまでにプレイしたステージを選択できる画面になる。「イイエ」を選択するとコンティニューに必要なパスワードが表示される。バックアップRAMを接続しておくとパスワードが自動で保持されるようになる。

### ホーリーボールの色・特徴
ホーリーボールには、赤・青・緑・黒の4色が存在し、それぞれ特徴があり、性能が異なる。
- 赤
  - 4つの色の中で一番攻撃力が高く、どんな敵でも1発で倒すことができる。
- 青
  - 反発力が一番高く、蹴ると暫くの間、止まらずに壁と壁の間を動き続ける。攻撃力と壁を壊す力は4つの色の中で一番低い。
- 緑
  - 攻撃力・反発力・壁を壊す力が平均的で、全ての色の中で中間的な力を持っている。
- 黒
  - 壁を壊す力が一番高いボール。どんな壁でも2回ぶつければ必ず破壊できる。

### アイテム
- お守り
  - 1回だけ敵に当たっても、残り人数が減らない。
- カラーチェンジ
  - 一定時間だけ、全てのホーリーボールの色と特徴が同じになる。
- 気功弾
  - 取った瞬間に矢印の方向にある壁や敵を一気に倒したり破壊したりできるアイテム。横、縦、十字の3種類が存在する。
- 気功波
  - 一定範囲にいる敵や壁を消す。
- 火災
  - 画面上の全ての敵を倒す。
- 不幸のアイテム
  - ひびの入った壁をもとに戻してしまう。
- 地震
  - 画面上の全ての壁にダメージを与える。
- ラーメン
  - 一定時間、ラーメンを入手した地点に敵を引き付けることができる。
- 経典
  - 隠されているホーリープレートを表示させる。

この他にも敵の動きを止めるものや、得点アイテムであるフルーツやダイヤモンド等が出現する。

### KICK BALL
画面中央にある青いホーリーボールをキックし、相手のゴールに入れれば得点となる。5点先取で1ゲームを獲得でき、5ゲーム中3ゲームを先取したプレイヤーが勝利となる。
なお、KICK BALLはPCエンジンに2人分のパッドが接続されていないとプレイすることができない。

### EDIT MODE
自分だけのオリジナル面を作ってプレイすることができるモード。
- 1P GAME START
  - 作成した面を1人でプレイするモード。
- 2P GAME START
  - 作成した面を2人でプレイするモード。
- EDIT
  - オリジナル面を作成するためのモード。
- BACKUP
  - 作成した面をバックアップRAMに保存する。
- CLEAR
  - 作成した面を消去する。
- END
  - モードを終了し、タイトル画面に戻る。

面の作成条件
- ボールとプレートはそれぞれ4個以内なら、同じ色・種類を問わず配置できる。
- アイテムは8個、敵キャラクターは4匹まで配置できる。

## ストーリー
昔、人里離れた秘境に仙人の秘宝が収められた「聖なる塔」が存在した。聖なる塔は"石の塔"、"氷の塔"、"樹木の塔"、"水の塔"、"秘宝の塔"の5つからなる平和の象徴であった。ところがある時、謎の妖術師"チューマンフー"が現れ、聖なる塔を乗っ取り、収められている仙人の秘宝を世界征服の野望のために使い始めた。
仙人は塔を取り戻すために急いで駆けつけるも、既にチューマンフーの妖術によって塔の中では仙人の術が封じられてしまっていた。仙人と共にやって来た弟子の"リンリン"と"ランラン"はチューマンフーを倒すため、聖なる塔の中へと入っていった。

## 敵キャラクター

### エリア1 石の塔
ハリネズミ
ゴロゴロ転がりながら移動する。
ミドリガメ
ホーリーボールをぶつけると甲羅の中に隠れる。
ヤジン
2本足で立って、リンリンとランランを追いかけてくる。

### ステージ2 氷の塔
ペンギン
氷の上を滑って移動してくる。
セイウチ
壁に体当たりしながら移動する。
ユキオトコ
ホーリーボールを凍らせて動かせなくしてしまう。凍らされたホーリーボールは一定時間経過で溶ける。

### エリア3 樹木の塔
ヤマアラシ
転がりながらリンリンとランランを追いかけてくる。
キウイ
壁をつついて破壊してしまう赤い鳥。
ゴリラ
ホーリーボールを持ち上げてしまう。他のホーリーボールをぶつけるか、お守りを持っている状態で体当たりすることでボールを落とすことができる。

### エリア4 水の塔
オオガマ
火を吹いて攻撃してくるカエル。
アカガメ
エリア1のミドリガメの強化版。耐久力が高くなっている。
カッパ
硬い甲羅により、背中からの攻撃を全く受け付けない。また、ホーリーボールの上で踊り、運べなくしてしまう。他のボールをぶつけて落とすか、お守りを持っているときに体当たりをするか、踊り疲れて自滅するのを待つしかない。

### エリア5 秘宝の塔
グリーンドラゴン
尻尾で壁を破壊してしまう。
レッドドラゴン
狐火を吐いて攻撃してくる。
オニ
正面からのホーリーボール攻撃を受け止めて持ち上げてしまう。

## 移植版
| No. | タイトル    | 発売日                                   | 対応機種                                                    | 開発元             | 発売元   | メディア                              | 型式 | 備考                                              |
| --- | ----------- | ---------------------------------------- | ----------------------------------------------------------- | ------------------ | -------- | ------------------------------------- | ---- | ------------------------------------------------- |
| 1   | BE BALL     | 2007年2月13日 2007年2月26日 2007年3月2日 | Wii                                                         | ナウプロダクション | ハドソン | ダウンロード （バーチャルコンソール） | -    |                                                   |
| 2   | BE BALL     | 2013年6月20日                            | G-cluster                                                   | ナウプロダクション | KDE      | ダウンロード                          | -    |                                                   |
| 3   | BE BALL     | 2014年7月30日 2017年9月21日              | Wii U                                                       | ナウプロダクション | KDE      | ダウンロード （バーチャルコンソール） | -    |                                                   |
| 4   | Chew-Man-Fu | 2020年3月19日                            | PCエンジン mini TurboGrafx-16 mini PC Engine CoreGrafx mini | ナウプロダクション | KDE      | プリインストール                      | -    | 販売地域を問わず北米版（TurboGrafx-16版）を収録。 |

## スタッフ
- ゲーム・デザイン：YUMI、BIMBO!、SIMO TUMA（下間正巳）
- サウンド：N.IDE
- プログラム：WAKKY（脇坂充胤）
- サンクス：MR.URA（浦敏治）

## 評価
ゲーム誌『ファミコン通信』の「クロスレビュー」では合計25点（満40点）、『月刊PCエンジン』では80・85・75・80・85の平均81点（満100点）、『PC Engine FAN』の読者投票による「ゲーム通信簿」での評価は以下の通り21.30点（満30点）となっている。また、この得点はPCエンジン全ソフトの中で216位（485本中、1993年時点）となっている。
| 項目 | キャラクタ | 音楽 | 操作性 | 熱中度 | お買得度 | オリジナリティ | 総合  |
| 得点 | 3.94       | 3.11 | 3.52   | 3.64   | 3.49     | 3.59           | 21.30 |